# Nスタやまがた
- Nスタ > Nスタやまがた
- 報道特集 > Nスタやまがた

Nスタやまがた（エヌスタやまがた）は、テレビユー山形で2011年3月28日にスタートした山形県内向けローカルニュース番組である（『Nスタ』の山形県ローカルパート）。

## キャスター

### 現在のキャスター

#### 平日版
- 矢野秀樹（月曜 - 木曜、TUYアナウンサー。2021年3月29日 - ）
- 藤井響樹（金曜、TUYアナウンサー。2025年4月4日 - ）
- 大内希美（月曜 - 金曜、TUYアナウンサー。2024年10月3日 - ）[1]
- 兵頭哲ニ（月曜 - 金曜、気象予報士　N天を担当。2022年4月1日 - ）

#### 週末版
土曜日
- TUYアナウンサー全員（シフト勤務）

土曜日に放送していたどよまんがあった頃は、どよまんに出演していたアナウンサーが担当していた。
だがここ最近は、新人アナウンサーが担当することが多い。
日曜日
- 佐藤舞子（2023年4月16日 - ）

### 過去
| 期間      | 期間       | 男性        | 男性       | 男性       | 女性       | 女性       | 女性       | 女性       | 女性       |
| 期間      | 期間       | 月曜 - 水曜 | 木曜       | 金曜       | 月曜       | 火曜       | 水曜       | 木曜       | 金曜       |
| --------- | ---------- | ----------- | ---------- | ---------- | ---------- | ---------- | ---------- | ---------- | ---------- |
| 2011.3.28 | 2012.5.4   | 鈴木竜弘    | 鈴木竜弘   | 鈴木竜弘   | 佐々木永恵 | 佐々木永恵 | 佐々木永恵 | 佐々木永恵 | 佐々木永恵 |
| 2012.5.7  | 2013.3.29  | 鈴木竜弘    | 鈴木竜弘   | 鈴木竜弘   | 佐々木永恵 | 佐々木永恵 | 佐々木永恵 | 矢作有美花 | 矢作有美花 |
| 2013.4.1  | 2014.3.28  | 鈴木竜弘    | 鈴木竜弘   | 結城晃一郎 | 佐々木永恵 | 佐々木永恵 | 佐々木永恵 | 矢作有美花 | 矢作有美花 |
| 2014.3.31 | 2015.3.27  | 鈴木竜弘    | 結城晃一郎 | 結城晃一郎 | 佐々木永恵 | 佐々木永恵 | 佐々木永恵 | 矢作有美花 | 矢作有美花 |
| 2015.3.30 | 2016.4.1   | 鈴木竜弘    | 鈴木竜弘   | 鈴木竜弘   | 佐々木永恵 | 佐々木永恵 | 佐々木永恵 | 矢作有美花 | 矢作有美花 |
| 2016.4.4  | 2016.12.28 | 鈴木竜弘    | 鈴木竜弘   | 鈴木竜弘   | 佐々木永恵 | 佐々木永恵 | 矢作有美花 | 矢作有美花 | 矢作有美花 |
| 2017.1.4  | 2018.3.23  | 鈴木竜弘    | 鈴木竜弘   | 鈴木竜弘   | 佐々木永恵 | 佐々木永恵 | 松岡絵梨子 | 松岡絵梨子 | 松岡絵梨子 |
| 2018.3.26 | 2018.9.28  | 鈴木竜弘    | 鈴木竜弘   | 鈴木竜弘   | 佐々木永恵 | 佐々木永恵 | 矢作有美花 | 矢作有美花 | 矢作有美花 |
| 2018.10.1 | 2019.3.29  | 鈴木竜弘    | 結城晃一郎 | 結城晃一郎 | 佐々木永恵 | 佐々木永恵 | 矢作有美花 | 矢作有美花 | 小山瑶     |
| 2019.4.1  | 2019.9.27  | 鈴木竜弘    | 結城晃一郎 | 結城晃一郎 | 小山瑶     | 小山瑶     | 矢作有美花 | 矢作有美花 | 小山瑶     |
| 2019.9.30 | 2021.3.26  | 鈴木竜弘    | 結城晃一郎 | 結城晃一郎 | 小山瑶     | 小山瑶     | 小山瑶     | 小山瑶     | 小山瑶     |
| 2021.3.29 | 2021.10.1  | 矢野秀樹    | 結城晃一郎 | 結城晃一郎 | 吉川明穂   | 吉川明穂   | 吉川明穂   | 嘉藤奈緒子 | 嘉藤奈緒子 |
| 2021.10.4 | 2022.4.1   | 矢野秀樹    | 結城晃一郎 | 結城晃一郎 | 吉川明穂   | 吉川明穂   | 吉川明穂   | 吉川明穂   | 吉川明穂   |
| 2022.4.4  | 2023.3.7   | 矢野秀樹    | 結城晃一郎 | 結城晃一郎 | 吉川明穂   | 嘉藤奈緒子 | 吉川明穂   | 嘉藤奈緒子 | 吉川明穂   |
| 2023.3.8  | 2024.9.27  | 矢野秀樹    | 結城晃一郎 | 結城晃一郎 | 吉川明穂   | 吉川明穂   | 吉川明穂   | 吉川明穂   | 吉川明穂   |
| 2024.9.30 | 2025.3.28  | 矢野秀樹    | 結城晃一郎 | 結城晃一郎 | 吉川明穂   | 吉川明穂   | 吉川明穂   | 大内希美   | 佐藤真優   |
| 2025.3.31 | 現在       | 矢野秀樹    | 矢野秀樹   | 藤井響樹   | 大内希美   | 大内希美   | 大内希美   | 大内希美   | 大内希美   |

## 放送時間
※何れも日本標準時。

### 平日版
- 2011年3月28日 - 2016年4月1日：月 - 木曜 16:53 - 18:54、金曜 16:53 - 18:50[2]
- 2016年4月4日 - 2017年3月31日：月 - 金曜 16:53 - 18:54
- 2017年4月3日 - 2023年6月30日：月 - 金曜 16:50 - 18:54
- 2023年7月3日 - 現在：月 - 水曜 16:45 - 19:00、木・金曜 16:45 - 18:54[3]
  - 16:50 - 18:15はTBS発の『Nスタ』の第1部全編および第2部のJNN協定適用部分を放送。

#### 平日版の主なコーナー
- きょうの県内ニュース
- Nスポ（県内スポーツ[主に月曜日ほかにオンエア]とJNN全国スポーツ[全曜日のうち、イレギュラーにてオンエア]を放送）
- Nトク（特集コーナー。自社もの企画・またはTBSテレビ『Nスタ・第2部』の関東ローカル特集コーナーの時差放送）
- N天（お天気情報。山形県内と全国の気象情報を放送）2022年4月からは、兵藤哲二気象予報士がお天気を伝えている。
- やまがたに生きる（YBCテレビの『YBC news every.』内の「シリーズ・時を越えて」に対抗したコーナー企画）
- あの日の一瞬一秒（2011年4月期より同年9月期までにかけて放送。先代の番組『TUYイブニング・ニュース』でも最末期の頃に放映。TUY開局20周年記念期間限定のコーナー箱番組）
- きになるメッセージ（伝言板コーナー。先代の『TUYイブニング・ニュース』から不定期のイレギュラー放送にて続いている。先々代の『TUYニュースの森やまがた』内で言う「やま森メッセージ」のコーナーがそれに当たる。なお、このコーナー番組の本放送中のタイトルクレジット表記は「きになるメッセージ。」となっている）ほか。

### 週末版
- 2011年4月2日 -  現在：土曜：18:50 - 19:00[4]、日曜：17:45 - 17:54[5]

## TUY歴代の夕方ニュース
- 『TUYニュース (第1期)』（1989.9 - 2000.3.31）
- 『TUYニュースの森やまがた』（2000.4.3 - 2005.3.25）
- 『TUYイブニング・ニュース』（2005.3.28 - 2011.3.25）
- 『Nスタやまがた』（2011.3.28 - 現在）

## 関連番組
- TBSテレビの夕方ニュース番組
  - Nスタ
  - 報道特集
- 本番組とともに現在放送されている自社制作の番組に「Nスタ」を冠しているローカルニュース番組
  - Nスタみやぎ（宮城県）
  - Nスタふくしま（福島県）
  - Nスタえひめ（愛媛県）
- 放送終了
  - Nスタ新潟（新潟県）
  - Nスタ プラス長崎（長崎県）